# Michelle Gómez
Ne doit pas être confondu avec Michelle Gomez.
Pour les articles homonymes, voir Gomez.
Michelle Gómez (née le 17 juillet 1992) est une mannequin colombienne qui a été couronnée Miss Terre Colombie 2015 et a représenté la Colombie à Miss Terre 2016. Elle a également marqué l'histoire de la Colombie après avoir reçu le titre Miss Earth - Air 2016,,,. 